# فيرنون هيل (مصرفي)
فيرنون هيل (بالإنجليزية: Vernon Hill)‏ هو مصرفي أمريكي، ولد في 18 أغسطس 1945.